# István Péni
István Péni (* 14. Februar 1997 in Budapest) ist ein ungarischer Sportschütze. Er wurde Welt- und Europameister.

## Werdegang
Péni konnte 2014 im Alter von 15 Jahren seine ersten internationalen Medaillen gewinnen, als er bei den Olympischen Jugend-Sommerspielen in Nanjing die Goldmedaille in der Disziplin 10 m Luftgewehr Mixed und Bronze im 10-Meter-Luftgewehr-Schießen gewann. Bereits im Folgejahr fügte er die nächste internationale  Medaille hinzu, als er bei den Schieß-Europameisterschaften 10 Meter in Arnheim in der Disziplin 10 m Luftgewehr Dreistellungskampf den zweiten Platz belegte.
Péni qualifizierte sich 2016 zum ersten Mal für die Olympischen Sommerspiele. In der Disziplin 10 Meter Luftgewehr verfehlte er mit 624,0 Ringen um 1,5 Ringe das Finale und belegte den 13. Platz. Im 50 Meter KK Dreistellungskampf belegte er den 12. Platz.
Eine erneute erfolgreiche Olympiaqualifikation brachte ihn zu den Olympischen Sommerspielen 2020 in Tokio. Mit 629,4 Ringen im 10-Meter-Luftgewehr-Schießen konnte er sich an siebter Stelle für das Finale qualifizieren, in dem er den fünften Platz erreichte. Den 10-Meter-Luftgewehr-Mixed-Wettbewerb schloss er mit Eszter Mészáros auf dem siebten Platz ab, während er zehnter beim 50-Meter-Kleinkaliber-Dreistellungskampf wurde.
Bei den Schieß-Weltmeisterschaften 2023 in Baku krönte sich Péni zum Weltmeister, als er in der Disziplin 300 m Standardgewehr mit insgesamt 587 Ringen, darunter zwei 100er-Serien im Liegen, den ersten Platz vor dem Norweger Kim Andre Lund sichern konnte.
2024 konnte sich Péni zum dritten Mal für die Olympischen Sommerspiele qualifizieren, scheiterte allerdings, in das Finale im 10-m-Luftgewehr- (19. Platz), 10-m-Luftgewehr-Mixed- (20. Platz) und 50-m-Kleinkaliber-Dreistellungskampf-Schießens (21. Platz) einzuziehen.
In der Luftgewehr-Bundesliga startete Péni für den SSV St. Hubertus Elsen und gewann mit diesem in der Saison 2024/25 die deutsche Mannschaftsmeisterschaft.
István Péni startete in die ISSF World Cup 2025-Saison in Buenos Aires mit einer Gold- und Silbermedaille (50 m-KK-Dreistellungskampf bzw. 10 m Luftgewehr) und in Lima mit zwei Bronzemedaillen (gleiche Disziplinen). Damit schraubte er seine World-Cup-Bilanz auf insgesamt fünf Gold-, 15 Silber- und vier Bronzemedaillen. Darüber hinaus ist Péni zweifacher Europaspielesieger, zweifacher Europameister und 16-facher ungarischer Meister (Stand April 2025).